# 오노 요코
오노 요코(일본어: 小野洋子, 영어: Yoko Ono, 1933년 2월 18일 ~ )는 미국에서 활동한 일본의 멀티미디어 예술가, 가수, 작곡가이자 평화운동가이다.  요코의 작품은 아방가르드 작품 활동을 벌이면서 영국과 일본에서 수행되던 행위예술도 포함한다. 존 레논의 배우자로 널리 알려져 있다.

## 생애

### 어린 시절
요코의 어머니 오노 이소코는 야스다 그룹의 창립자인 야스다 젠지로의 손녀였다. 아버지 오노 에이스케는 일본 왕가의 후손이었으며 요코하마의 은행에서 근무하였다. 요코가 태어나기 2주일 전 그의 아버지는 샌프란시스코로 전근하였으며, 1937년 가족들도 미국으로 이주하였다. 이후 다시 일본으로 전근한 아버지를 따라 요코 역시 일본으로 돌아와 도쿄의 가쿠슈인 학원을 졸업하였다.
요코는 아버지를 따라 1940년 뉴욕으로 옮겼다가 1941년 아버지가 베트남의 하노이로 전근하자 다시 일본으로 이주하였다. 오노는 미쓰이 그룹의 기독교계 사립학교로 진학하여 도쿄 대공습 기간 동안 도쿄에 있었다. 공습이 계속되자 오노는 도쿄 인근의 아자부에 있었던 가족의 지인의 집으로 피신하였다. 대폭격이 지나자 오노는 나가노 인근의 가루이자와로 피난하였다.
피난 시절 요코는 손수레를 끌고 다니며 음식을 빌어야 했다. 후일 요코는 주변 아이들의 조롱을 받았던 당시의 경험이 자신에게 "적극성"과 "아웃사이더"의 처지를 이해하는 계기가 되었다고 회상하였다. 한편, 요코의 아버지는 프랑스령 인도차이나의 사이공에서 전쟁 포로가 되었으며 요코의 어머니는 몇 킬로그램의 쌀을 위해 독일제 재봉틀 마저 팔아야 하는 곤궁함을 겪고 있었다.
전쟁이 끝난 1946년 요코는 다시 개교한 고쿄 인근의 귀족학교를 다니게 되었다. 1951년 졸업 후 이듬해 1952년 일본 가쿠슈인 대학교 철학과에 입학하였으나 두 학기를 보내고 자퇴하였다.

### 학력
- 1952년 일본 가쿠슈인 대학교 철학과 중퇴 (1984년 명예 학사 학위)
- 1954년 미국 새러 로렌스 대학교 연극학과 중퇴 (1984년 명예 학사 학위)

### 교육과 결혼
전쟁 후 요코의 가족들은 뉴욕으로 이주하였다. 가족을 따라 미국으로 온 그녀는 1953년 사라 로렌스 대학교 연극학과에 입학하였다. 그 곳에서 그녀는 예술가, 시인들과 어울려 보헤미안과 같은 자유를 추구했으며, 전시회와 해프닝을 관람하면서 자신의 예술성을 키워나갔다. 요코 오노에게 큰 영향을 준 첫 번째 예술가는 라 몬테 영이었다. 영은 그녀가 경력을 쌓을 수 있도록 지원하였으며 로어 이스트 사이드의 공연장을 빌릴 수 있도록 도왔다. 오노는 한 공연에서 존 케이지의 도움을 받아 난연제를 사용한 종이를 써서 불로 그린 그림을 연출하기도 하였다. 그러나 사라 로렌스 대학교도 졸업하지 못하고 중퇴한다.
1956년 오노는 작곡가인 이치야나기 도시와 결혼하였으나 7년 후인 1962년 이혼하였다. 같은해 오노는 재즈 음악가이자 영화 제작자인 토니 콕스와 결혼하였다. 그러나, 오노 요코는 이치야나기와의 이혼에 대한 법적인 처리를 무시하여 이들의 결혼은 무효가 되었다. 오노 요코는 자살을 시도하여 도쿄의 정신 병원에 보내졌다. 1963년 6월 법적인 문제를 해결한 후 오노와 콕스는 결혼하였고 같은해 8월 8일 둘 사이에서 딸 쿄코 찬 콕스가 태어났다.
콕스와의 결혼은 얼마 안가 파경을 맞았으나 공식적인 이혼을 하지는 않았다. 1969년 요코가 존 레논을 만나게 되자 오노와 콕스는 딸의 양육권을 놓고 법적 다툼을 벌이게 되었다. 1971년 법원이 오노의 양육권을 인정하자 콕스는 8살난 딸과 함께 숨어버렸다. 콕스는 딸의 이름을 로즈마리로 개명하고 1977년까지 미국 기독교의 교파 중 하나인 리빙 월드 펠로우십에 의탁하였다. 1980년 존 레논이 피살 당하자 콕스는 오노 요코에게 위로의 메시지를 전했다.

## 예술 활동
요코 오노는 플럭서스의 일원이었다. 그녀의 작품은 플럭서스 운동의 창시자인 조지 마시우너스로부터 열열한 찬사를 받았다. 그당시 또다른 플럭서스 회원이었던 백남준과의 친분도 있어 후에 백남준의 장례를 치를 때 추모사를 낭독하기도 했다. 그러나 그녀는 플럭서스의 일원이 아닌 독립 예술가로 평가받기를 원했다.
오노는 개념 미술과 행위 예술을 탐구하였다. 1964년 도쿄의 소게츠 아트 센터에서 공연된 "조각내기"(영어 Cut piece)는 그녀의 대표적인 행위 예술 중 하나로 이름 만큼이나 파괴적인 내용을 담고 있었다. 그녀는 무대를 걷다 옷자락에 걸려 무릎을 꿇고 관중의 요구에 따라 알몸이 될 때까지 걸친 옷을 잘라내었다. 오노는 대학 시절 장 폴 사르트르의 실존주의 사상으로부터 큰 영향을 받았으며, 자기 스스로의 인간적 고뇌를 달래는 작품을 갈망해왔다. 그런 이유로 오노는 자신의 예술 작품을 통해 자신의 관점과 개성을 온전히 표출하고자 하였다. 그녀의 대표작 중 하나가된 "조각내기"의 경우, 오노는 작품을 통해 사회적 연대와 사랑을 주요 주제로 하여 성(性)과 성차별, 그리고 인간의 고뇌와 고독으로 인한 거대한 우주적인 고통을 다루고 있다. 오노는 "조각내기"를 런던에서도 공연하였다. 일본의 관객이 소극적이고 조심스러웠던 데 반해 영국의 관객들은 적극적으로 퍼포먼스에 참여하며 열광하였다. 런던에서는 관객들이 잘려나간 오노의 옷을 집기위해 몰려들어 오노는 보안요원의 보호를 받아야 할 정도였다.
1964년 오노는 자신의 개념 미술을 설명하기 위해 《그레이프플루이트》를 발간하였다. 오노는 여기서 자신의 활동을 초현실주의, 선(禪) 등과 관련지어 설명하였다.
오노는 1966년부터 1972년까지 몇 편의 영화를 제작하기도 하였다. 1966년 작품 《N0.4》는 "바닥"이라는 별칭을 갖고 있는데, 이 작품에서 오노는 자동길 위에 서 있는 사람의 엉덩이를 집요하게 클로즈업하여 보여준다.
존 레논은 요코에 대해 이렇게 말했다.
| “ | 요코는 세계에서 가장 유명한 알려지지 않은 예술가이다. 거의 모든 사람들이 그녀의 이름을 알지만 그녀가 무엇을 하는지 아는 사람은 별로 없다. | ” |
|   | — 존 레논, 오노 요코:르네상스적 반란의 부활, TIME에서 재인용                                                                              |   |

## 오노와 존 레논

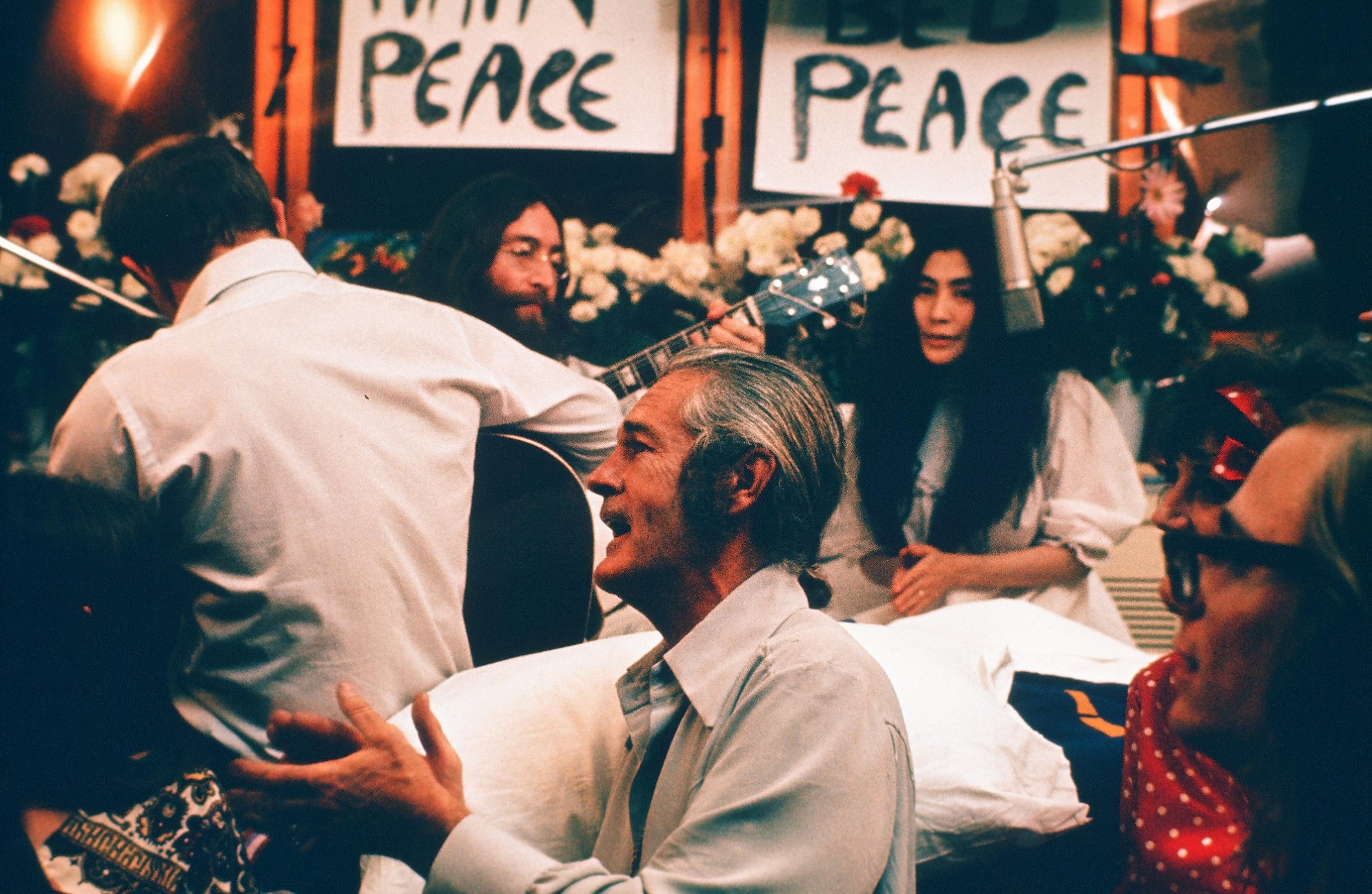
〈Give Peace a Chance〉를 녹음 중인 존 레논과 오노 요코

존 레논과 오노 요코의 만남의 대한 이야기는 두 가지 버전이 있다. 먼저 가장 널리 알려진 이야기는 다음의 것으로, 오노 요코가 오랫동안 이야기하고 다녔던 것이다.
존 레논은 1966년 11월 9일 런던의 인디카 갤러리에서 오노를 처음 만났다. 이날 오노는 인디카 갤러리에서 전시회의 시사회를 개최하였다. 존 레논은 오노가 옆을 지날 때 그녀가 부착하고 있던 "숨쉬어"(Breathe)라고 쓰인 카드를 읽었다. 2000년 일본에서 출판된 《Y E S YOKO ONO》에 따르면 존 레넌은 이 날 오노 요코의 작품에 깊은 감명을 받았다고 한다. 이때 전시된 요코의 작품은 "천정에 달린 그림"(ceiling painting)이었다. 이 작품은 의자에 놓인 유리 조각들이 천정에 달린 것으로 유리 조각은 불꽃 모양으로 제작되어 Y E S라고 배치되어 있었다. 존 레논은 사다리를 타고 올라가 작품을 보았다.
또 다른 작품은 실제 사과와 함께 "사과, 200파운드"라 적힌 카드가 놓여 있는 것이었다. 1966년의 200 파운드는 2007년 가치로 환산할 때 2300 파운드로 약 4,600 달러가 된다. 존 레논은 이 작품을 사과의 왕자라 부르며 "이거 정말 재미있는 농담인데."라고 하였다.
전시회가 끝난 뒤 존 레논은 오노에게 찾아가 못 박을 망치를 빌려달라고 하였다. 오노는 존 레논의 청을 거절했다. 레논이 돌아가자 화랑의 주인은 "저 사람 누군지 몰라? 백만장자야!"라고 하였다. 오노는 그 전까지 존 레논이나 비틀즈를 몰랐고 그들의 음악을 들은 적도 없었다. 존 레논이 다시 찾아 오자 오노는 5 실링에 못박을 망치를 빌려주겠노라고 했다. 이에 존 레논은 "당신이 내게 상상의 못을 박을 망치가 되어준다면 상상의 5실링을 드릴께요."라고 답하였다.
오랫동안 위와 같은 이야기가 정설로 알려져 있었다. 그러나 폴 매카트니가 밝힌 바에 따르면 오노 요코는 그녀의 말과는 달리 비틀즈를 알고 있었고, 존 레논을 만나기 전에 폴 매카트니를 찾아온 적이 있었다. 그녀는 1965년 친구인 존 케이지가 만들고 있던 책 "Notations"의 작업을 위해 음악가들의 원본 악보를 모으고 있었다. 오노 요코는 폴 매카트니에게 찾아와 악보를 달라고 요청했고, 폴 매카트니는 요청을 거절하면서 존 레논은 아마 악보를 줄 수도 있을 것이라 말했다. 오노 요코는 존 레논을 찾아갔고, 존 레논은 그녀에게 손으로 쓴 〈The Word〉의 가사를 주었다.
1967년 9월 존 레논은 런던의 Lisson Gallery에서 열린 오노 요코의 첫 솔로 전시회를 후원했다. 존 레논의 아내 신시아 레논이 존 레논에게 오노 요코가 집으로 전화한 이유에 대해 묻자 존 레논은 신시아에게 오노 요코는 그저 그녀의 "아방가르드 나부랭이(avant-garde bullshit)"를 위한 돈을 모으려 하는 것 뿐이라고 설명했다. 이후 이들의 불륜이 시작되었고, 이로 인해 대략 2년 후 존 레논은 첫 부인 신시아 레논과 이혼하였다.
존 레논은 많은 노래에서 오노를 언급하였다. 비틀즈로 활약하는 동안 "존과 요코"를 지었고, 그의 어머니를 기리기 위해 아일랜드어도 쓰인 "줄리아"에서 "바다의 아이가 나를 불러요. 그래서 난 사랑을 노래하죠."라고 언급하였다. 오노의 이름 요코(洋子)를 바다의 아이라 표현한 것이다.
1968년 5월, 그의 아내인 신시아 레논이 그리스로 여행을 떠난 동안 존 레논은 오노 요코를 그의 집으로 초대했다. 그들은 그날 밤 동안 후에 앨범 Two Virgins의 수록곡이 된 노래를 녹음했으며, 녹음 후에는, 존 레논의 말을 빌리자면, "새벽에 사랑을 나눴다(made love at dawn)." 신시아 레논이 집으로 돌아왔을 때, 오노 요코는 신시아의 목욕 가운을 입고 존 레논과 함께 앉아 차를 마시며 "Oh, hi."라는 인사로 신시아 레논을 맞이했다.
존 레논은 비틀즈 시기부터 오노와 공동작업을 하였다. 오노 요코는 비틀즈의 녹음실에 매트리스를 두고 앉아서 녹음 과정에 자신의 의견을 내보였는데, 존 레논을 제외한 다른 비틀즈 멤버들은 오노 요코의 참견에 매우 불쾌하다는 반응을 보였다.
1968년 발매한 전자 음악 앨범인 《Unfinished Music No. 1: Two Virgins》와 같은 것이 있다. 또한 더티 맥에서 존은 보컬, 기타를 요코는 백업을 맡았다. 오노 요코와 전남편 사이의 이혼 소송이 마무리 된 후 1969년 3월 존 레논과 오노 요코는 결혼하였다. 존 레논과 오노 요코의 결혼 생활은 그리 평탄하지 않았다. 존 레논은 계속해서 바람을 피웠으며, 이를 보다못한 오노 요코는 자신의 중국인 비서인 메이 팡을 존 레논에게 소개시켜주며 차라리 내가 아는 사람과 바람을 피우라고 했다. 이후 존 레논은 미국의 아파트에서 메이 팡과 지냈다. 줄리안 레논은 존 레논이 오노 요코와 지내는 동안 한 번도 존 레논을 만난적이 없었으나, 존 레논이 메이 팡과 지내던 때부터는 존 레논과 자주 만났다.

## 음반 목록

### 독집
- Yoko Ono/Plastic Ono band (1970)
- Fly (1971)
- Approximately Infinite Universe (1972)
- Feeling the Space (1973)
- A Story (1974)
- Season of Glass (1981)
- It's Alright (I See Rainbows) (1982)
- Starpeace (1985)
- Rising (1995)
- Blueprint for a Sunrise (2001)
- Yes, I'm a Witch (2007)
- Open Your Box (2007)
- Between My Head and the Sky (2009)
- Yokokimthurston (2012)
- Take Me to the Land of Hell (2013)

## 출연 작품
- 개들의 섬 (2018) - 오노 요코 (목소리)

## 같이 보기
- 1960년대 반문화
- 프랑스의 68운동
- 서독학생운동(서독의 68운동)